# Конру, Николя Франсуа
Николя Франсуа Конру (фр. Nicolas François Conroux; 1770—1813) — французский военный деятель, дивизионный генерал (1809 год), барон (1808 год), участник революционных и наполеоновских войн. Имя генерала выбито на Триумфальной арке в Париже.

## Биография
Родился в семье капитана артиллерии Жермена Конру (фр. Germain Conroux; 1738—1801) и его супруги Анны Гишар (фр. Anne Marguerite Guichard; 1742—1805). Его младший брат Франсуа дослужился до звания полковника 61-й полубригады линейной пехоты, и погиб в ходе Каирского восстания 21 октября 1798 года в возрасте 26 лет.
Николя начал военную карьеру 17 февраля 1786 года в артиллерийском полку, где также проходил службу его отец. 22 августа 1792 года в звании младшего лейтенанта перешёл в 58-й пехотный полк. Сражался на разных театрах военных действий. 9 февраля 1794 года в Меце женился на Марие Ле Лоррен (фр. Marie Isabelle Le Lorrain; ок.1772—1830), от которой имел пять детей. 24 апреля 1794 года стал адъютантом генерала Морло. 17 мая 1794 года отличился в сражении при Шарлеруа, где передал приказ генерала об отступлении 34-й пехотной полубригаде и 14-му драгунскому полку, которым угрожало окружение противником. 20 апреля 1795 года произведён в капитаны, и был зачислен в 116-ю пехотную полубригаду в Самбро-Маасской армии. 22 октября 1795 года стал адъютантом генерала Бернадота. 4 января 1797 года переведён вместе с дивизией Бернадота в Итальянскую армию Бонапарта. Отличился 16 марта при переправе через Тальяменто у Вальвазоне и 19 марта при взятии Градиски. 26 марта 1797 года награждён чином командира батальона. Наполеон с похвалой процитировал его действия в своём отчёте Исполнительной директории. Возглавил батальон в 43-й полубригаде линейной пехоты. 24 октября 1797 года переведён в Английскую армию в качестве адъютанта генерала Шампионне, который командовал правым крылом данной армии. Отличился при отражении британского десанта в Остенде. В 1799 году Шампионне возглавил Армию Неаполя. За отличие при взятии Неаполя 29 января 1799 года Конру был произведён в полковники. Участвовал в боях 4 ноября при Фоссано и 28 ноября при Мондови. 20 апреля 1800 года был назначен начальником штаба 2-го военного округа. 23 апреля 1800 года переведён в штаб Западной армии генерала Бернадота.
11 мая 1802 года Конру отправил Первому консулу просьбу получить командование над драгунским или кавалерийским полком. Этот запрос содержит следующий апостиль, написанный рукой Бернадота: «Я знаком с полковником штаба Конру со 1794 года и был свидетелем как в армии Самбро-Маасской, так и в Итальянской армии нескольких поразительных фактов, которые заставили его отличить. Уверяю вас, что он особым образом оправдает доверие правительства, которое найдёт в нём таланты к усердному управлению полком и знания для дисциплины, а также абсолютную преданность».

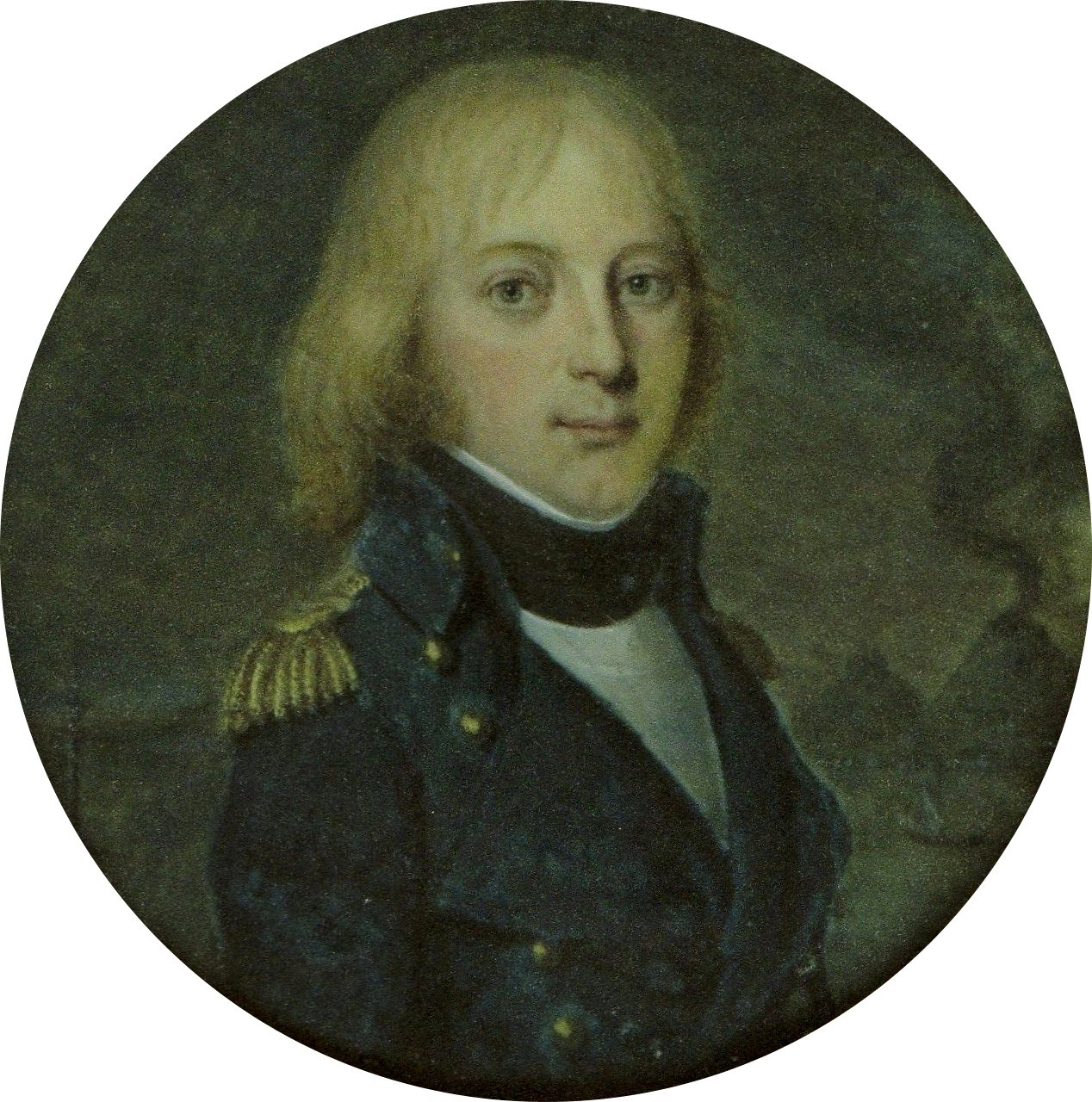
Конру в исполнении Жан-Батиста Викара во время службы в Неаполе, между 1799 и 1800 годами

2 октября 1802 года стал командиром 17-й полубригады линейной пехоты. 29 ноября 1803 года его полк был включён в состав 1-й пехотной дивизии Удино в лагере Брюгге. В Австрийской кампании 1805 года действовал в под началом генерала Биссона в составе 3-го корпуса маршала Даву Великой Армии. 31 октября, во время марша на Рид и Хаг, 17-й линейный под командованием Конру активно вступил в бой с русским корпусом, который он расстроил, что позволило французской кавалерии провести атаку, завершившую разгром неприятеля. За успешные действия в Аустерлицком сражении, в ходе которого он был ранен, произведён 24 декабря 1805 года в бригадные генералы.
23 февраля 1806 года возглавил бригаду в дивизии Дежардена 7-го корпуса Ожеро. Участвовал в Прусской и Польской кампаниях, отличился в сражении при Йене, в ходе которого был ранен. 9 ноября стал командиром сводной бригады в дивизии Удино. Успешно действовал при Остроленке, Данциге, Гейльсберге и Фридланде.
В Австрийской кампании 1809 года командовал 1-й сводной бригадой дивизии Тарро 2-го корпуса Армии Германии. За успехи при Ваграме повышен в звании до дивизионного генерала. 24 августа переведён в армию Антверпена, 26 сентября — в Северную. Сражался с англичанами в ходе борьбы за Вальхерен.
26 марта 1810 года возглавил дивизию в 9-м корпусе армии Каталонии. 27 июня 1811 года стал командиром 1-й пехотной дивизии 1-го армейского корпуса Южной Армии. 31 мая 1812 года разгромил испанского генерала Бальестероса у Борноса, захватил 600 пленных, несколько пушек и два знамени. 27 июля 1812 года поменялся местами с генералом Левалем, и возглавил резервную пехотную дивизию.  В мае 1813 года он принял командование 3-й дивизией Южной армии, а затем в июле он был назначен командиром 4-й дивизии левого крыла Пиренейской армии под командованием генерала Клозеля. В том же месяце Конру сражался при Виллабле, где был ранен. В августе он защищал лагерь Сар. В октябре потерял редут Сен-Барб, но через двенадцать дней снова взял его. 10 ноября 1813 года был смертельно ранен пулей в грудь при штурме английскими войсками Веллингтона редута Сен-Барб. Был отвезён в Сент-Эспри близ Байонны, где и умер на следующий день в возрасте 43 лет.

## Воинские звания
- Солдат (17 февраля 1786 года);
- Младший лейтенант (22 августа 1792 года);
- Лейтенант (11 сентября 1792 года);
- Капитан (20 апреля 1795 года);
- Командир батальона (26 марта 1797 года);
- Полковник (29 января 1799 года, утверждён 4 августа 1799 года);
- Бригадный генерал (24 декабря 1805 года);
- Дивизионный генерал (31 июля 1809 года).

## Титулы

Герб барона

- Барон Пепенвиль и Империи (фр. baron Pépinville et de l'Empire; декрет от 19 марта 1808 года, патент подтверждён 27 ноября 1808 года в Аранда-де-Дуэро)[2][3].

## Награды
- Почётный карабин (1802 год)

 Легионер ордена Почётного легиона (11 декабря 1803 года)
 Офицер ордена Почётного легиона (14 июня 1804 года)
 Коммандан ордена Почётного легиона (22 июня 1807 года)